# Johann Daniel von Freins-Nordstrand
Johann Daniel von Freins-Nordstrand (auch Hans Freintzen genannt in Schleswig und auf der Insel Nordstrand; * wahrscheinlich in Aachen als Johann Daniel de Freins; † 19. September 1683 in Hamburg) war Geheimrat und  Truchsess der Herzöge von Schleswig-Holstein-Gottorf.
Das mit ihm begründete Geschlecht Freins von Nordstrand starb bereits 1704 mit seinem Sohn Friedrich Adolf von Freins-Nordstrand aus.

## Leben

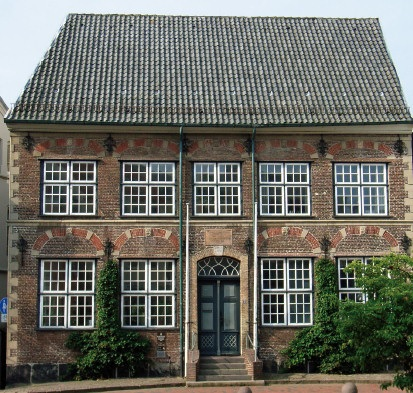
Freinssches Haus in Schleswig

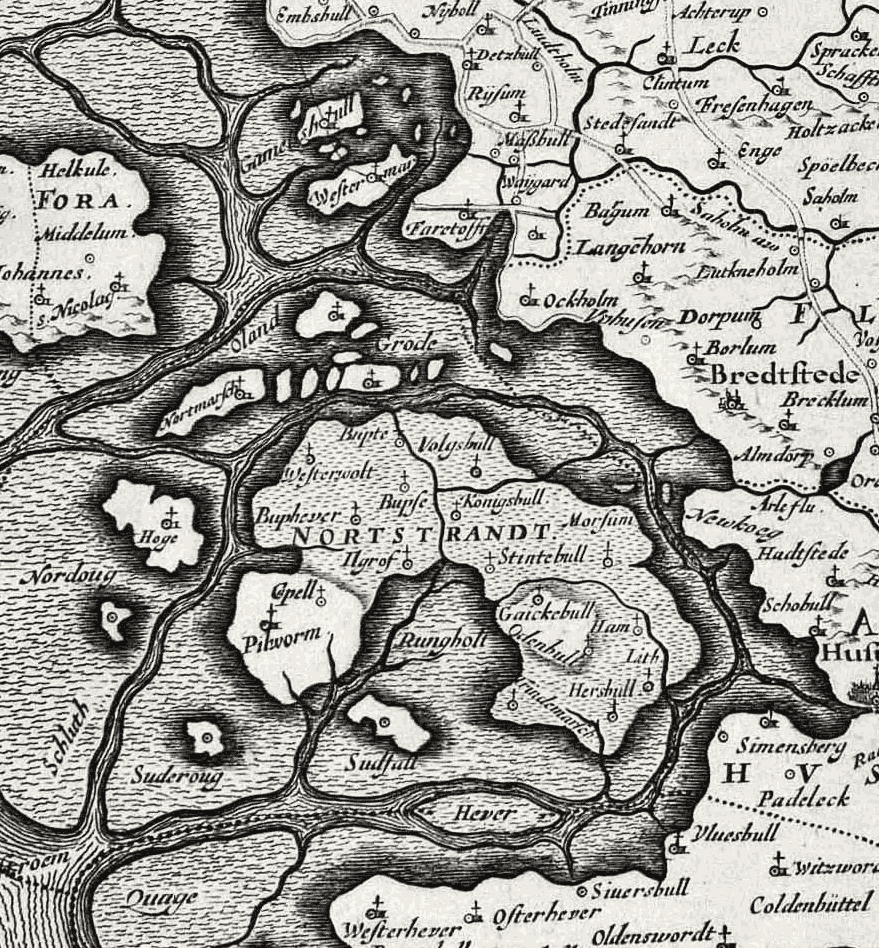
Halligen, in der Mitte die Insel Nordstrand, um 1650

Johann Daniel de Freins war Sohn von der Erbbürgerstochter Anna Becker aus Mainz und des Adolph (de) Freins, Kaufmann und wahrscheinlich Patrizier aus Aachen oder den Spanischen Niederlanden. Er war verheiratet mit der Holsteinerin Catharina Dorothea von Iversen/Yver(s)sum und hatte zahlreiche Kinder.
Ein Gedenkstein „... des Johann Daniel von Freins-Nordstrand, adelichen Geheimrathes und Groß-Küchenmeisters von Holstein-Gottorp...“ befindet sich in Schleswig und bezeichnet ihn dort als Weinhändler und herzöglichen Kellermeister. Der aus dem Rheinland stammende Schleswiger Kaufmann besaß außerdem Lagerhäuser in Hamburg und Flensburg und handelte mit seinen Waren bis nach Ostpreußen und Stockholm.
Der beste Kunde das Weinhändlers war der Herzog Christian Albrecht. Zuerst war Freins nur der Mundschenk des Hofes und stieg dann bald zum Geheimen Rat und Hofküchenmeister (auch Kellermeister) auf. Da der Herzog in Geldschwierigkeiten war, hatte er größere Schulden bei Freins. Durch den Tod des Christian de Cort, eines Oktroy-Partizipanten von Nordstrand, kam der Herzog 1670 in den Besitz eines ca. 4 km2 großen Areals auf der Insel. Dies überließ er mit allen Gütern, richterlichen Rechten und Freiheiten dem Weinhändler, um die Schulden zu begleichen. Durch weiteren Landgewinn und -kauf vergrößerte Freins sein Land bis 1682 beträchtlich.
Ob Johann Daniel Freins tatsächlich ein höfischer dänisch-holsteinischer Adelsstand (Urkunde vom 28. Dezember 1680) zugesprochen wurde, oder die territorialen Rechte und die Exemption (Gerichts- und Steuerfreiheit) später als Adelserhebung interpretiert wurden, ist unklar. Das ist aber unerheblich, da seine beiden Söhne unverheiratet bzw. ohne Nachkommen blieben; die Familie Freins-Nordstrand starb 1704 im Mannesstamme aus. Sein älterer Sohn Friedrich Adolf († 13. Juli 1704 in Schleswig) wurde Wirklicher Geheimrat, hatte auch das Hofamt des Kellermeisters in Holstein inne und war mit Maria Helena Pelser (* 14. Dezember 1670 in Aachen) kinderlos verheiratet; der jüngere Hans Daniel (* 1652; † 14. April 1701 auf Nordstrand) starb unverheiratet.      
Eine Tochter des Johann Daniel ehelichte den Staller Franziskus Indervelden, Sohn des brabanter Unternehmers und Deichgrafen Quirinus Indervelden (van der Velden). Weitere Töchter heirateten in die Adels- und Schöffengeschlechter Ahlefeld, Braumann und Pelser ein. Die älteste Tochter heiratete den Kurmainzischen Kanzler Johann Wilhelm Merz von Quirnheim. Nach dem Tode von Hans Freins besaß das Geschlecht Merz die alten dänischen und Nordstrander Güter noch bis mindestens 1792.

## Wappen
aus Familiengenealogie der Familie Peltzer:
Wappen quadriert: 1 und 4 in Silber ein rotes Kreuz, 2 und 3 in Blau eine silberne Wolfsangel. Auf dem gekrönten Helm zwischen zwei silbernen Büffelhörnern ein silberner Schild mit rotem Kreuz.